# Nimach
Nimach o Neemuch (hindi नीमच) és una ciutat i municipi de Malwa a Madhya Pradesh, capital del districte de Nimach Índia situada a 24° 28′ N, 74° 54′ E / 24.467°N,74.900°E. El nom és un abreujament de "North India Mounted Artillary & Cavalry Headquarters" i formava un campament militar britànic (cantonment) a l'estat de Gwalior. Encara conserva les instal·lacions militars. Està dividida en tres parts: Nimuch, Chhvani (àrea comercial principal) i Baghana a Anaj Mandi. Al cens del 2001 figura amb una població de 307.496 habitants. El 1901 la població era de 21.588 habitants (15.398 al campament militar).

## Història
El campament militar fou establert el 1817 durant la lluita contra els pindaris. El 1818 fou ampliat amb la compra de terres i es va construir un fort petit. El cantonment va esdevenir seu el 1822 de la Rajputana–Malwa political agency sota Sir David Ochterlony, que fou resident fins al 1825. La residència, després club, fou construïda entre 1822 i 1825. El territori de l'entorn fou assignat el 1844 per cobrir el manteniment del contingent de Gwalior, però fou restaurat als Sindhia el 1860 després del motí durant el qual fou la localitat més al sud on hi va haver revolta: hi havia estacionats una bateria d'artilleria a cavall nativa, el 1r regiment de cavalleria de Bengala, el 72 regiment d'infanteria nativa i el 7è regiment d'infanteria del contingent de Gwalior, que van iniciar la revolta el 3 de juny; els oficials europeus (només un argent i la seva dona i fills van morir a mans dels rebels) es van refugiar al fort i els europeus van fugir fins a Jawad que aviat també van haver d'abandonar fugint a Udaipur (Rajasthan) on foren allotjats pel maharana. Els oficials del fort una vegada les dones i nens van estar segurs, van organitzar la defensa del fort amb algunes tropes natives lleials; van ser assetjats per una força rebel vinguda de Mandasor manada per Firoz Shah (els amotinats locals havien marxat a Delhi) i es van defensar fins a l'arribada d'una força d'ajut de la Malwa Field Force (24 de novembre de 1857). Fou capital de l'agència de Malwa des del 1895.